# Brněnská podzemní dráha

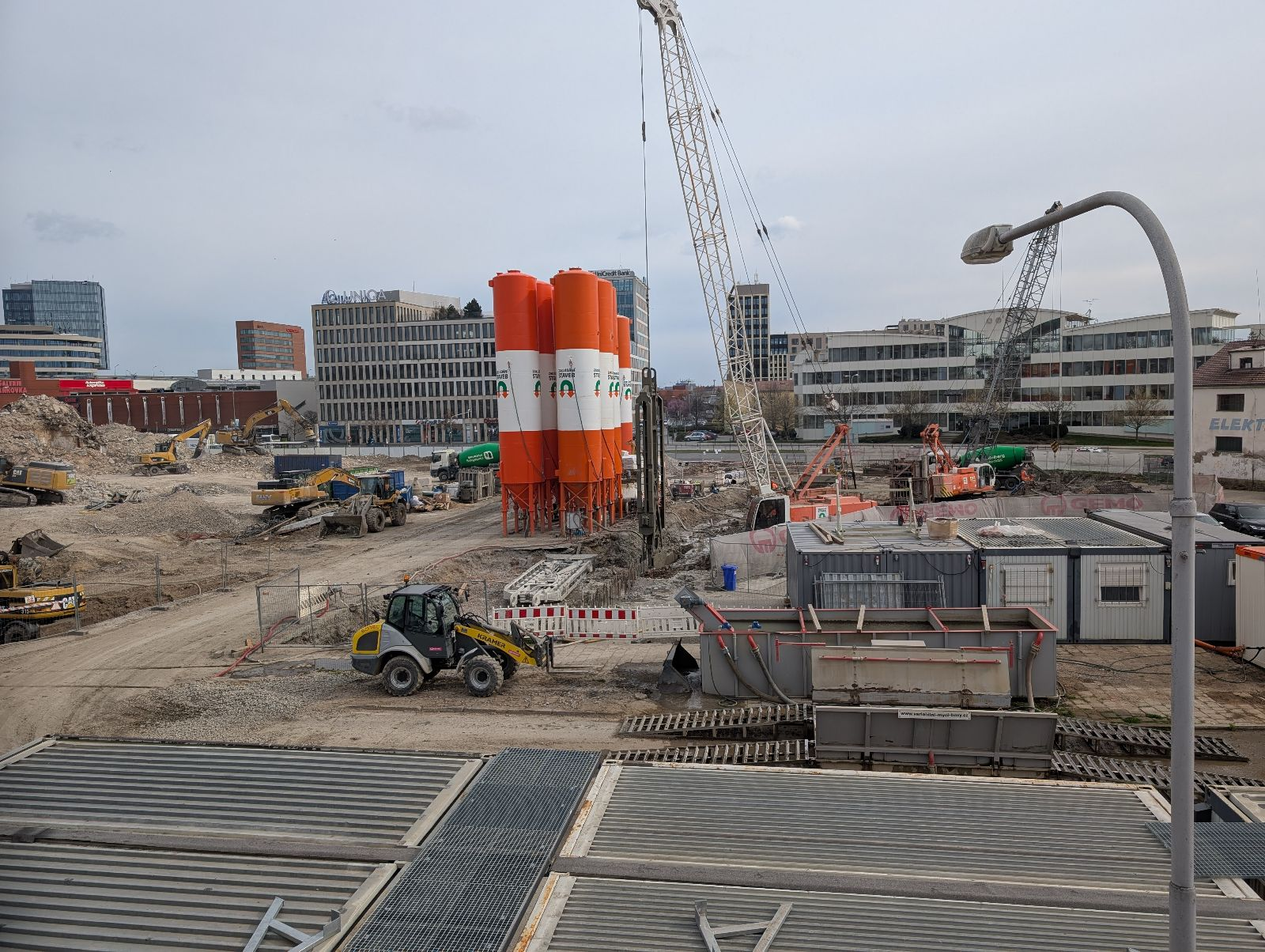
Stavba průchodu diametru pod nově budovanou čtvrtí u současného hlavního nádraží v Brně

Pod pojmem brněnská podzemní dráha lze shrnovat koncepce jako diametry rychlé tramvaje, severojižní tramvajový diametr (zkratka SJTD) anebo severojižní kolejový diametr (zkratka SJKD). V územním plánu města Brna je projekt označen jako metropolitní dráha. Společným prvkem uvedených koncepcí je tunelová trasa minimálně pod centrem Brna v severojižním směru. Díky svému podzemnímu umístění je také někdy nazývána brněnské metro.
Na konci června roku 2025 město rozhodlo o vybudování vlakové varianty (tedy SJKD) s možností kombinovaného provozu vlaků i tramvají a napojení na jejich povrchovou síť v případě, že to umožní zákon.

## Účel
Otázka severojižního diametru v Brně úzce souvisí s problematikou přestavby železničního uzlu Brno a polohou hlavního nádraží: Po přestavbě železničního uzlu s polohou hlavního nádraží u řeky Svratky představuje severojižní diametr perspektivu značně lepšího napojení nového nádraží na centrum a na ostatní městskou hromadnou dopravu a tím i částečné kompenzaci nevýhody odsunuté polohy. V zamítnutých variantách přestavby hlavního nádraží v centrální poloze by byla mohla právě železniční či vlakotramvajová varianta diametru pomoci k výraznému kapacitnímu odlehčení hlavního nádraží a tím umožnit jednodušší a levnější přestavbu nádraží. Bez ohledu na polohu hlavního nádraží zkrátí severojižní diametr jízdní doby mezi centrem a severními části města, v případě železniční varianty také pro cestující na relaci Brno hlavní nádraží - Brno-Královo Pole - Tišnov a dále.

## Dosud uvažované varianty

### Rychlá tramvaj a Severojižní tramvajový diametr
V roce 1974 byl v Praze zahájen provoz na prvním úseku metra. Poté, co se ukázalo, že podzemní dráha v české metropoli spolehlivě funguje, začaly se objevovat hlasy pro vybudování podobného systému i v Brně. Prokázalo se ale, že město má příliš kopcovitý charakter a nadto bylo shledáno, že brněnské dopravní problémy nebyly zatím natolik závažné, jako problémy v Praze v 60. letech 20. století.
V 70. letech 20. století se začal celý koncept tří až čtyř diametrů rychlé tramvaje prosazovat. Ze sídlišť na okraji města se začaly v těchto parametrech stavět tramvajové tratě směrem do centra, kde se měly křížit v podzemních úsecích. Díky tomuto vznikla spolehlivá a rychlá spojení do Starého Lískovce, Modřic, Bystrce, Líšně, Komárova a na Lesnou. Stavba prvního podzemního úseku v centru mezi ulicí Benešovou a Kounicovou však byla v roce 1989 pozastavena.
Od roku 1990 se počítalo pouze s jedním diametrem spojujícím Brno-jih, kde byl zájem stavět obchodní centra se Zvonařkou, hlavním nádražím a centrem města. Na sever byla trasa variantní, v Medlánkách se začínal rozvíjet Technologický park a zároveň se uvažovalo o napojení na královopolské nádraží nebo spojení do Bystrce. Poslední návrh pochází z roku 1998 z dokumentu Dopravní politika města Brna. Počítá v centru s výstavbou podpovrchových, mělce založených tratí se stanicemi s bočními nástupišti; v okrajových částech pak mají vést tratě odděleně od ostatní dopravy a na povrchu. Systém byl navržen jako dvoukolejná trať s pravostranným provozem, rozchod kolejí má být klasický – 1435 mm. Tunely byly navrženy jako jednokolejné s celkovou minimální šířkou 8 m a celkovou minimální výškou 4,6 m. Cestovní rychlost byla navržena na 30 km/h, traťová pak 70 km/h a minimální interval ve špičce 120 s. Přepravní kapacita v jednom směru by měla být 5 880 osob za hodinu. Zatížení tramvajových tratí v centru města by mělo klesnout na méně než polovinu.

### Severojižní kolejový diametr
Plán tramvajového diametru sice vstoupil do několika fází své realizace, od roku 2002 ale příprava dále nepokračuje (není stále zpracováno technicko-ekonomické zadání projektu). Mezitím se však objevily návrhy severojižního diametru železničního profilu, po kterém mají být vedeny příměstské vlaky. Zatímco na počátku se uvažovalo o zapojení téměř všech železničních tratí, které ústí do železničního uzlu Brno, byla Jihomoravským krajem nakonec favorizována varianta, která spočívá jen v zaústění tratě ze směru Kuřim na severním konci, a tratě ze směru Sokolnice – Telnice, případně i tratě ze směru Hrušovany u Brna na jižním konci. Pro dosažení atraktivně krátkých intervalů uvnitř města by měly být tyto předměstské linky doplněny zvláštní městskou linkou. Po komunálních volbách v říjnu 2006 se město podle vyjádření kompetentního náměstka primátora sice přiblížilo k této, krajem preferované variantě.
Studie proveditelnosti z roku 2001 i její aktualizovaná verze z roku 2011 počítaly pouze s vlakovou variantou.

### Izolované metro
V rámci připomínek Ministerstva dopravy bude v rámci Studie proveditelnosti Severojižního kolejového diametru 2019 prověřen kromě železničního diametru i systém podpovrchové tramvaje a izolovaného metra. V minulých studiích a projektech však nebyla koncepce metra uvažována. Ve studii byla tato varianta vyhodnocena jako příliš nákladná.

### Vlakotramvajová varianta severojižního diametru
Byla navržena i minimalistická varianta severojižního diametru, která je určena pro provoz jak tramvají městské hromadné dopravy, tak i příměstskými vlakotramvajemi. Novostavba by byla v tomto případě omezena na úsek pod centrem města (od oblasti ulice Šumavské nebo Moravského náměstí až po hlavní nádraží ve stávající poloze), aby umožnila rychlejší průjezd centrem a nasazení dlouhých vlakotramvajových souprav s dostatečnou kapacitou pro příměstskou dopravu. Trasa vlakotramvaje by popřípadě byla realizována jako vjezd tramvaje na část kolejového diametru pod centrem a následný výjezd. Tunelový úsek by měl na obou koncích vjezdy a výjezdy v různých směrech a mimo centrum by byly použity stávající, převážně segregované tramvajové tratě a nové přechodové úseky mezi tramvajovou a železniční sítí. 
Právě varianta kombinovaného průjezdu tramvají s vlaky se při předběžném vyhodnocování studie jeví výhodně díky dobrému napojení na regiony příměstskými vlaky a na brněnská předměstí rychlými tramvajemi.
Jako o dočasné náhradě k severojižnímu diametru uvažovali Piráti o možnosti vedení vlakotramvaje z nového nádraží do Horních Heršpic a Židenic ve stopě současné železniční trati. Dříve vznikly i jiné návrhy vlakotramvajového systému mimo koncept severojižního diametru.

## Vývoj a výhled realizace
Nový impuls k řešení stávajících problémů přinesla studie k přesunu hlavního nádraží, která byla dokončena na podzim 2017. Brněnský magistrát také požaduje po vládě, aby severojižní diametr byl navazující stavbou při modernizaci Železničního uzlu Brno. Protože město chce, aby byl severojižní kolejový diametr součástí přestavby brněnského železničního uzlu, požádalo v únoru 2018, společně s ministrem dopravy Danem Ťokem, Správu železniční dopravní cesty o studii této dráhy.
Od Chrlic po stanici Šumavská je diametr v souladu z územním plánem. Od Šumavské na sever je napojení na železniční trať do Tišnova variantní. Jedna verze počítá s trasou od Šumavské k Technologickému parku a na nádraží Řečkovice. Druhá varianta by směřovala přes Ponavu, kolem tramvajové zastávky Kartouzská na královopolské nádraží. Pokud by město Brno intenzivně pracovalo, mohla podle primátora Petra Vokřála začít výstavba první etapy od nového nádraží do stanice Šumavská v roce 2023. Od Šumavské na sever jsou navrženy dvě varianty, které prověří studie proveditelnosti; realizace těchto variant podle primátora nepotrvají více než deset let. V květnu roku 2018 ministerstvo dopravy doporučilo vládě stavět nádraží u řeky, které by mělo být projektované tak, aby byla umožněna stavba Severojižního kolejového diametru. Dne 10. července 2018 vláda definitivně rozhodla o přestavbě železničního uzlu v poloze u řeky Svratky bez zahrnutí stavby severojižního kolejového diametru, což se nelíbí některým brněnským radním. Proto Strana zelených navrhla realizaci tramvajového diametru placeného městem, které by podle nich mohlo začít stavět úsek mezi Nádražní a Šumavskou ulicí. Ten by mohl být vybudován do deseti let. Přípravu by mělo na starosti město Brno, což je podle radního Martina Andera také výhoda. V srpnu téhož roku byla zastupitelstvem a radou města Brna schválena žádost o podání dotace na studii proveditelnosti Severojižního diametru. Stavební povolení je podle brněnského radního Filipa Chvátala možné získat do 5 let. Studií proveditelnosti nakonec schválilo zastupitelstvo města Brna 1. října 2019. Dne 17. července 2019 bylo také do konce října 2019 přerušeno územní řízení „Přestavba železničního uzlu Brno – Zajištění průchodu Severojižního kolejového diametru prostorem nového hlavního nádraží“. Toto řízení řeší průchod diametru pod plánovaným nádraží v odsunuté poloze – výstavba tunelu s kolejištěm o délce 550 metrů a stanici s nástupišti o délce 100 metrů. Tento tunel však měl podle Aktualizované studie proveditelnosti z roku 2011 být vybudován v roce 2015.
V září 2020 zadalo město Brno studii proveditelnosti, která má určit, zda má být severojižní diametr připravován v podobě regionální železnice, tramvajové tratě nebo metra.
Do připravovaného nového územního plánu pro Brno byla do výkresu zanesena i trasa Severojižního diametru. Na jižní straně se má podzemní dráha odpojovat od trati na Břeclav a od chrlické trati. Trať má dále vést přes nádraží u Řeky, polohou současného nádraží, centrem Brna a po ulici Veveří na Šumavskou. Zde se trať rozvětví - 1. trať povede souběžně s ulicemi Pod Kaštany a Hradeckou na řečkovické nádraží, kde se napojí na tišnovskou trať. 2. trať povede pod ulicí Zborovskou a vyústí na Rosického náměstí. Přitom nebylo územním plánem určeno, bude-li Severojižní diametr kolejový nebo tramvajový (budou-li v něm jezdit vlaky nebo tramvaje).
Po přepracování projektu ŽUB bude trať od Chrlic přímo zaústěna do podzemní stanice pod novým nádražím, ze které bude později diametr pokračovat do centra města a na sever. S touto variantou původně stát nepočítal.

## Odraz v kultuře
Brněnské metro se stalo námětem stejnojmenné divadelní hry, kterou v roce 2024 uvedlo Národní divadlo Brno. Hru, v níž se do onoho metra dostávají duše zemřelých, napsal a režíroval Tomáš Svoboda. Brněnské metro zde dostalo i svůj první hlas, který promlouvá k cestujícím a hlásí názvy stanic. Hlas propůjčil herec a inspicient Oldřich Bělka.